# Xtube
Xtube és un servei d'allotjament de vídeos pornogràfics, el qual permet que tant usuaris registrats com no registrats comparteixin vídeos de contingut per a adults amb d'altres. Fou creat el 2006. Entre altres coses, els termes d'ús de Xtube.com indiquen que els usuaris han de tenir més de 18 anys. És propietat de MindGeek,
Xtube afirma que té més de dos milions d'usuaris registrats, i en el rànquing global d'Alexa Internet arriba a la posició 305, mentre que als Estats Units arriba a la posició 175. El lloc rep 4,5 milions de visites per dia, i els seus principals competidors són els llocs web YouHot i YouPorn.